# ヴァージン (映画)
『ヴァージン』（英題：Virgin）は、2012年の日本の映画である。処女喪失を題材にした3篇からなるオムニバス映画で、監督は10代篇『くちばっか』を今泉力哉、20代篇『ゴージャス・プリンセス!』を福島拓哉、30代篇『ふかくこの性を愛すべし』を吉田光希がそれぞれつとめた。

## 製作スタッフ
- 製作：「ヴァージン」製作委員会（ラフター、渋谷プロダクション）
- エグゼクティブプロデューサー：塩月隆史
- プロデューサー：小林良二
- 編集：望月健二
- 企画・制作・配給：渋谷プロダクション
- テーマ曲：gon『シーユーアゲイン』

## キャスト・スタッフ

### 「くちばっか」

#### キャスト
- 佐藤睦
- 田村健太郎
- 川村ゆきえ
- 木下あかり
- 中原世梨奈
- 大島葉子
- 鈴木卓爾

#### スタッフ
- 監督・脚本・編集：今泉力哉
- 撮影：岩永洋
- 助監督：平波亘、冨永拓輝
- 録音・整音：上條慎太郎
- 衣裳：内藤美由貴
- ヘアメイク：寺沢ルミ

### 「ゴージャス・プリンセス!」

#### キャスト
- 大崎由希
- 梅田絵理子
- 園部貴一
- 高橋一路
- 岩崎高広
- 親川優志
- 柿澤隆史
- eRina
- 加賀賢三
- 蔭山周
- 古橋佳那
- 田所博士
- 小林良二
- 川瀬陽太
- 三上寛

#### スタッフ
- 監督・編集：福島拓哉
- 脚本：井川広太郎
- 撮影監督：木村和行
- 撮影：難波俊三
- 美術：菊地実幸
- 録音：光地拓郎
- 衣裳：内藤美由貴
- ヘアメイク：榎本愛子、石部直子
- 音楽：関口純
- 音響効果：三好直己
- 制作担当：雉雅威
- スチール：北川直樹
- デジタル・アーティスト：丸山祐司
- タイトルデザイン：鈴木朝子
- 制作協力：P-kraft

### 「ふかくこの性を愛すべし」

#### キャスト
- 正木佐和
- 栁俊太郎
- 内田慈
- 間宮祥太朗
- 岸田タツヤ
- よしのまり
- 美輪玲華
- 鈴木絵未里
- 勝呂宙香
- 平山悟士
- 武井哲郎
- 村上ユキヒコ
- 大橋美香
- 菊池奈緒
- 大西信満

#### スタッフ
- 監督・脚本・編集：吉田光希
- 脚本・制作担当：斎藤香織
- 撮影：志田貴之
- 照明：中西克之
- 録音：根本飛鳥
- 整音：加藤大和
- 装飾：大和昌樹
- 助監督：福嶋賢治
- メイク：桑本勝彦
- キャスティングプロデューサー：戸田幸延
- タイトル：麻生泰三